# ノニト・ドネア
ノニト・ドネア（Nonito Donaire、1982年11月16日 - ）は、フィリピン出身のプロボクサー。現WBA世界バンタム級暫定王者。元IBF世界フライ級王者。元WBA世界スーパーフライ級暫定王者。元WBAスーパー・WBC・WBO世界バンタム級王者。元IBF・WBO世界スーパーバンタム級統一王者。元WBA世界フェザー級スーパー王者。世界5階級制覇王者。
アジア人として初めて主要4団体（WBA・WBC・IBF・WBO）全てで世界王者となった人物。ドネアは英語読みで、生地・フィリピンでは彼の苗字をラテン系言語式に「ドナイレ」と読む場合がほとんどである。兄はグレン・ドネア。

## 人物
少年時代は気弱で病弱だったことで自殺を考えるほどの酷いいじめを周囲から受けており、いじめ対策とボクシングをやっていた兄グレン・ドネアの影響でボクシングを始めた。フィリピン生まれのフィリピン人であるが、11歳の時にフィリピンからアメリカ・カリフォルニア州へ移住しており、アマチュアボクシングの経歴もアメリカ籍で活躍した。軽量級離れしたハードパンチャーであるがKOを狙うあまり手数が少ない待ちのボクシングをすることがありKO率は60％以下でそれほど高く無い。'The Filipino Flash'（フィリピンの閃光）のニックネームを持つ。ドーピング検査団体に自主的に要請して通常より厳しいドーピング検査を受けている。大の親日家であり、試合の入場の際には自身のニックネームであるフラッシュを和訳した「閃光」と書かれた鉢巻きを着けているほか、プライベートでもたびたび来日している（エピソード を参照）。
トレーナーには、プロデビュー前から父親のノニト・ドネア・シニアがついていた、しかし2008年ごろからドネアの妻であるレイチェルの発言力がチーム内で増してくると、ドネア・シニアとレイチェルに意見の食い違いが見られるようになり、マスコミを通しての言い合いにまでに発展しドネア・シニアがチームを離れてしまう。その後、ドディ・ボーイ・ペニャロサを経て2009年後半からロベルト・ガルシアがトレーナーについていたが、レイチェルとドネア・シニアが和解したことで2013年11月のビック・ダルチニアン戦からドネア・シニアがヘッドトレーナーとして復帰した。レイチェルは現在もトップとしてチームを取り仕切っており、レイチェルの父親がドネアのセキュリティを担当、親類がサポートグループのリーダーを務めるなどしている。

## 選手としての特徴
強烈な左フックと一瞬で距離を詰めるスピードとチャンスでの思い切りのよさが武器の強打のスイッチヒッター。基本的にオーソドックスではあるが、サウスポーで戦うこともできる柔軟性を持っている。「軽量級離れした攻撃力」を武器に対戦相手を飲み込んでしまう圧倒的な強さが魅力であるが、KOを狙うあまり手数が少ない待ちのボクシングをすることがある。

## 来歴
1982年11月16日、フィリピンのボホール州タリボンでフィリピン人の両親の間に4人兄弟の3男として生まれ、ジェネラル・サントスで育つ。父親のノニト・ドネア・シニアは8年間フィリピン軍で勤めた後(軍勤務時代にアマチュアボクシングを経験)、1990年に家族を残して1人でアメリカへ渡る。その1年後に母親が一番下の兄弟を連れてアメリカへ渡り、さらに1年後ドネアが11歳の時にドネアを含めた残り3人の兄弟がアメリカへ渡った。渡米後、気が弱く喘息持ちで病弱であったことで周囲からいじめを受け、学校から泣いて家に帰ることも度々あった。ドネアはこの時期に生きている価値や理由がわからなくなり自殺を考えたと後に振り返っている。いじめられたことをきっかけに自衛の為と兄グレンの影響でボクシングを始める。当時よく兄とのスパーリングで鼻血を出してしまい泣かされていた。

### アマチュア時代
15歳でナショナルシルバーグローブ優勝、16歳で後にミドル級世界ランカーとなるジェームス・カークランドに勝ってナショナルジュニアオリンピックで優勝を収め、17歳でUSAナショナルトーナメント優勝。2000年のシドニーオリンピック国内予選選考会では兄と共にライトフライ級に出場するが、共にブライアン・ビロリアに敗れオリンピックアメリカ代表の座は獲得できなかった。その後、北ミシガン大学から奨学金つきのボクシング推薦入学の誘いを受けるが、誘いを断ってプロへ転向した。アマチュアの戦績は68勝8敗。

### プロ時代

#### フライ級

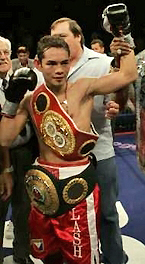
2007年7月、IBF・IBOのフライ級ベルトを獲得したリングで

2001年に階級をフライ級に上げてプロへ転向する。デビュー戦は2月22日に1回KO勝利で飾るも、3月10日に行われた第2戦では2階級上のバンタム級を主戦場にしていたロセンド・サンチェスと対戦し、5回判定負けを喫した。その後は勝利を重ね、2002年9月1日には空位のWBOアジア太平洋フライ級王座を獲得。その後2006年1月20日にはNABF北米スーパーフライ級王座を獲得した。
2007年7月7日、アメリカ・ブリッジポートでサウスポーの強打者IBF・IBO世界フライ級王者ビック・ダルチニアンと対戦。フライ級で世界最強との呼び声が高かったダルチニアンの7対1で圧倒的有利が予想されていたが、5回、強烈なカウンターの左フックで王者がダウン。立ち上がったもののふらつき、ロープ際に向かって倒れ込んだためダルチニアンのセコンドがダルチニアンのもとに駆け寄りストップを要請しレフェリーストップ。TKO勝利で王座を獲得した。この試合は2007年度のリングマガジン ノックアウト・オブ・ザ・イヤーとアップセット・オブ・ザ・イヤーに選ばれた。IBF・IBO王座はともに3度防衛後、返上する。
この頃から、当時のドネアの彼女(現在はドネアと結婚)であったレイチェル・マルシャルがドネアのトレーニングやビジネスに口を挟むようになり、ドネアのトレーナーとマネージャーを務めていたドネア・シニアと折り合いが悪くなる。2008年8月8日にドネアとレイチェルは結婚式をあげるがドネア・シニアは結婚式を欠席し、その後ドネアと完全に袂を分かつことになった。
2008年6月下旬、契約通りファイトマネーの支払いと試合が行われなかったとしてプロモーターのゲイリー・ショーと決別。決別から数日後にトップランク社と契約した。
2009年4月19日、フィリピンでラウル・マルチネスと対戦し4回TKOで勝利する。トレーナーであったドネア・シニアが抜けた穴を埋めるため、この試合からドディ・ボーイ・ペニャロサとジョナサン・ペニャロサをトレーナーとして迎え、新チームとしての船出であった。

#### スーパーフライ級
2009年8月15日、アメリカ・ラスベガスのハードロック・ホテル&カジノ内ザ・ジョイントで1階級上のWBA世界バンタム級13位のラファエル・コンセプシオン（パナマ）とWBA世界スーパーフライ級暫定王座決定戦を行い、12回3-0（117-111、116-112、115-113）の判定勝利を収め王座獲得に成功した。コンセプシオンは前日計量で4ポンド1⁄2の体重超過で失格となり、ドネアが勝ったときのみ王座獲得という条件で試合は行われ、2階級を制覇した。
2009年後半、トレーナーをロベルト・ガルシアに変更する。
2010年2月13日、ラスベガスのラスベガス・ヒルトンにてマヌエル・バルガス（メキシコ）とノンタイトル戦で対戦し、3回KO勝ちを収めた。ドネアは元々、サーシャ・バクティンと対戦経験がある北米ボクシング連盟スーパーフライ級チャンピオンのガーソン・ゲレロと初防衛戦を行う予定だったが、ゲレロが試合3日前の検診で目に異常が見つかり試合に出られなくなったことから、代わりの選手を捜すことになった。しかし試合の3日前だったことで対戦相手が見つからず、ようやく見つかった相手が3階級下となるミニマム級のマヌエル・バルガスであった。バルガスは当然WBAの世界ランキング入りしていなかったことで試合はノンタイトル戦で行われた。試合後のドーピング検査でバルガスからヒドロコドンが検出され無期限出場停止処分が科せられた。
2010年7月10日、プエルトリコ・サンフアンにて、ファン・マヌエル・ロペス対バナーベ・コンセプションの前座で1階級下のWBA世界フライ級14位のエルナン・マルケス（メキシコ）と対戦し、最初の4回をサウスポーで戦い5回以降はオーソドックスで戦うという戦法を取り、5回にダウンを奪った後に8回にもアッパーでダウンを奪ってそのままTKO勝ちを収め、初防衛に成功した。

#### バンタム級
2010年12月4日、アナハイムのホンダ・センターにてWBCアメリカ大陸バンタム級王座決定戦を元WBA世界バンタム級王者ウラジミール・シドレンコ（ウクライナ）と対戦。今までKO負けの経験がなかったシドレンコを相手に、1・3・4回にダウンを奪った末に出血のひどいシドレンコを見たレフェリーがカウントを途中でストップし、4回KO勝ちを収め王座を獲得した。
2011年2月19日、ラスベガスのマンダレイベイ・イベントセンターでWBC・WBO世界バンタム級統一王者フェルナンド・モンティエル（メキシコ）に挑戦。2回、強烈なカウンターの左フックでダウン。両足が痙攣しながらも立ち上がった王者に再度左フックを決めたところでレフェリーストップ。2分25秒TKO勝ちでＷBO・ＷBC王座の獲得に成功。3階級制覇を達成した。
この試合は、同年のリングマガジン ノックアウト・オブ・ザ・イヤーに選ばれた。通算2度の同賞受賞は、レノックス・ルイス（イギリス）以来2人目である。翌年にはWBC年間KO賞に選出された。
バンタム級時代は計量後のリバウンドの幅を相手のタイプによって変え、シドレンコとの試合までには17ポンド（約7.7キログラム）戻したが、モンティエルの試合までには7ポンド（約3.2キログラム）戻したのみで、それぞれシドレンコのパワー、モンティエルのスピードに対応していた。WBC・WBO世界バンタム級統一王者時代のインタビューでは、過去に20ポンド（約9キログラム）戻したこともあったと話している。
2011年10月22日、ニューヨーク州のフールー・シアターにて1階級下となるWBO世界スーパーフライ級王者オマール・ナルバエス（アルゼンチン）と対戦。ダウンこそ奪えなかったものの、無敗の2階級王者を終始圧倒し、3-0（3者とも120-108）の判定勝ちを収めWBC王座の初防衛、WBO王座の初防衛に成功した。
その後、両王座を返上しスーパーバンタム級に転向。WBC世界スーパーバンタム級王者西岡利晃（帝拳）への挑戦を視野に入れており、西岡本人もドネアとの対戦を熱望していたが、西岡が所属する帝拳ジム側が西岡をしばらく休養させて次戦を引退試合として2012年6月以降にドネアと対戦させたい、という意向を当初から表明していたため、この時点で西岡との対戦は実現しなかった。

#### スーパーバンタム級

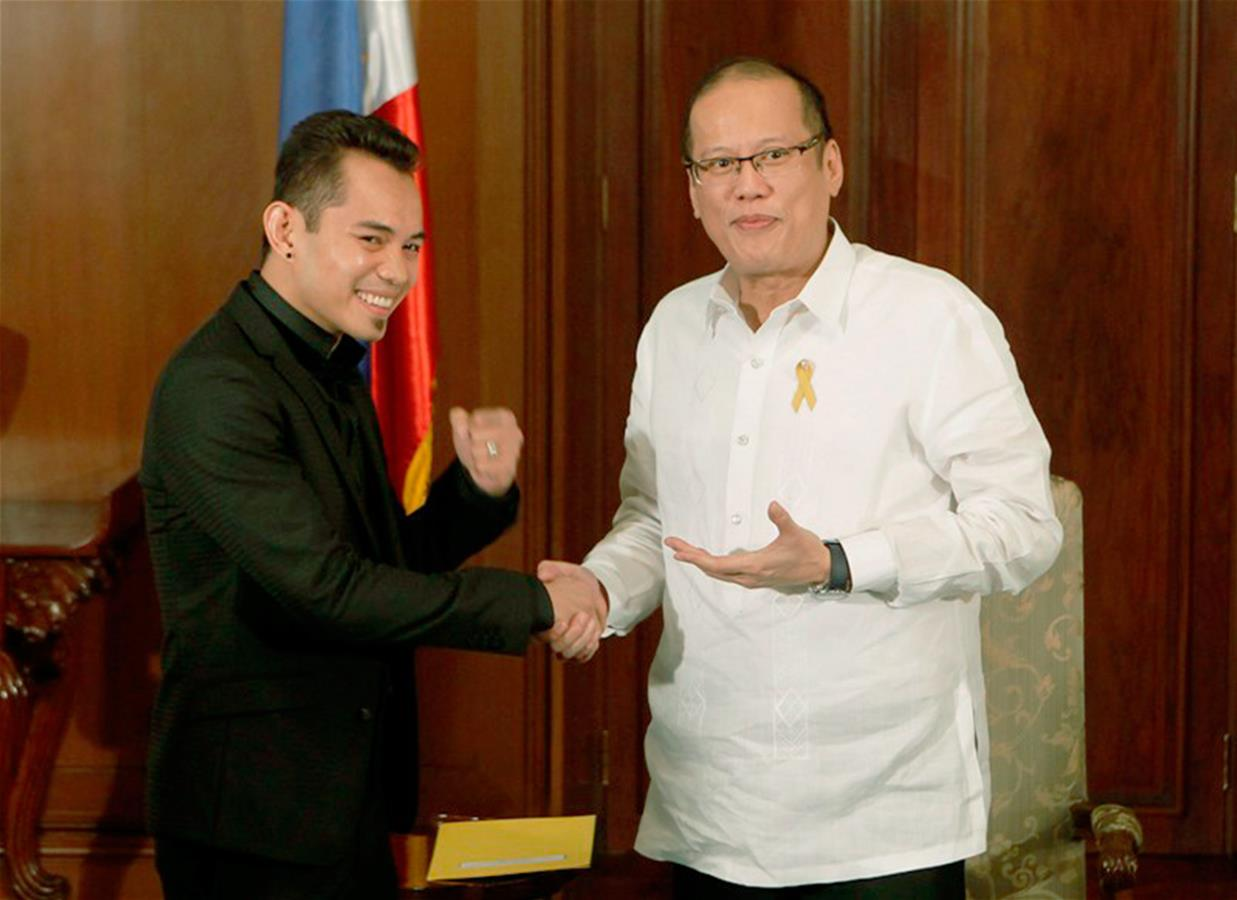
ドネアとアキノ大統領（右） 2012年

2012年2月4日、テキサス州サンアントニオのアラモドームにてフリオ・セサール・チャベス・ジュニア対マルコ・アントニオ・ルビオの前座でWBO世界スーパーバンタム級3位のウィルフレド・バスケス・ジュニア（プエルトリコ）とWBO世界スーパーバンタム級王座決定戦を行った。試合序盤で左拳を負傷したものの、初回から攻勢を仕掛けて試合を優位に進め、9回には痛めている左でのアッパーでダウンも奪った末、12回2-1（2者が117-110、112-115）の判定勝ちを収め王座獲得に成功し、4階級制覇を達成した。
ドーピング検査
2012年6月、スポーツ界へドーピング薬物を広く提供していたバルコ・スキャンダルの中心人物であったビクター・コンテを栄養アドバイザーとして雇用していたことからドネアにもドーピング薬物を使用しているのではないかと疑いの声が一部から上がっていた。このためドネアはVADA(Voluntary Anti-Doping Agency)が行っているランダムな薬物検査を引退するまで受け続けていくことを表明した。
2012年7月7日、アメリカ・カリフォルニア州のホーム・デポ・センター・テニスコートで、IBF世界スーパーバンタム級王者ジェフリー・マゼブラ（南アフリカ共和国）と対戦。4回に左フックでダウンを奪うなど試合を優位に進め、3-0（117-110、118-109、119-108）の判定勝ちを収め王座統一に成功、WBO王座の初防衛、IBF王座の獲得に成功した。なお、マセブラは帰国後の検査で顎を骨折していたことが判明した。
2012年10月13日、ホーム・デポ・センター・テニスコートでWBC世界スーパーバンタム級名誉王者でWBO世界スーパーバンタム級2位の西岡利晃と対戦。当初はIBF王座もかけられる予定だったが、指名試合の期限が年内と迫っている上に指名挑戦者のアレハンドロ・ロペスでは人気の面から興行的な見返りが少なく、IBFへの承認料金の節約も含めマネージャーから返上を勧められて試合当日にドネアが返上を決めたため、WBO王座の2度目の防衛戦とWBCダイヤモンド王座・リングマガジン認定王座決定戦として行われた。試合は西岡の手数が少なく初回から大きなブーイングが飛び交う展開となるが、6回にドネアの左アッパーがカウンター気味にヒットしてダウンを奪う、9回にも右ストレートで2度目のダウンを奪うと西岡のコーナーがリング内に入りストップを要請し9回1分54秒TKO勝ちを収めWBO王座の2度目の防衛に成功、WBCダイヤモンド王座とリングマガジン王座の獲得に成功した。この試合でドネアは75万ドル(約7500万円)、西岡は10万ドル(約1000万円)を稼いだ。
2012年10月26日、WBOから2012年度年間最優秀選手賞（ファイター・オブ・ザ・イヤー）に選ばれた。
2012年12月15日、テキサス州ヒューストンのトヨタセンターで元5階級制覇王者でWBO世界スーパーバンタム級1位のホルヘ・アルセ（メキシコ）と対戦。2回にドネアの左右のパンチでダウンを奪い、3回終盤にもラッシュして左フック3連発でダウンを奪うと、最後は左フックをクリーンヒットさせて、アルセをキャンバスに沈め3回2分59秒KO勝ちでWBO王座の3度目の防衛に成功した。この試合でドネアは100万ドル(約1億円)、アルセは80万ドル(約8000万円)を稼いだ。
2012年12月26日、アメリカのスポーツ専門ケーブルテレビ局ESPNから2012年度最優秀選手賞（ファイター・オブ・ザ・イヤー）に選ばれた。
2013年1月30日、BWAA（アメリカ・ボクシング記者協会）の2012年度年間最優秀ボクサー・通称「シュガー・レイ・ロビンソン賞」に選ばれた。
2013年4月13日、ニューヨーク・マンハッタンのラジオシティ・ミュージックホールにてWBA世界スーパーバンタム級王者ギレルモ・リゴンドウ（キューバ）と対戦。序盤からペースを握られ、10回に一度ダウンを奪うも、0-3（113-114、112-115、111-116）の判定負けでWBA王座獲得に失敗し、WBO王座からも陥落した。この試合でドネアは132万ドル(約1億3千万円)、リゴンドウは75万ドル(7500万円)を稼いだ。
以前から悪かった右肩の手術を受け半年ほどブランクを作った。

#### フェザー級
2013年11月9日、テキサス州コーパスクリスティのアメリカンバンクセンターにてミゲル・アンヘル・ガルシア対ローマン・マルチネスの前座でフェザー級に階級を上げて復帰戦を行い、実質階級が下となる元WBA・WBC・IBF世界スーパーフライ級スーパー王者ビック・ダルチニアンとの6年ぶりに再戦をノンタイトル10回戦で行うが大苦戦を強いられる。9回に左フックでダウンを奪い最後は右フックからアッパーをまとめて9回2分6秒TKO勝ちを収め7か月振りの復帰戦を白星で飾ったが、試合終了回までの採点を78-74でドネアの負けとつけていたジャッジが2人いた(1人は76-76で引き分け)。ドネアは試合後にフィリピンの新聞社へ「両拳を痛めてしまったよ、先週から軽い風邪をひいていたんだ」と明かした。試合後、レントゲン撮影で右の頬骨にひびが入っていることが確認された。
2014年5月31日、マカオにあるザ・ベネチアン・マカオ内コタイ・アリーナでWBA世界フェザー級スーパー王者シンピウィ・ベトイェカ（南アフリカ）と対戦し、初回に偶然のバッティングでドネアが左目上部をカットしてしまい、4回にダウンを奪うもこの傷が原因で試合続行が不可能となり5回3-0（3者ともに49-46）の負傷判定勝ちを収めWBAスーパー王座の獲得に成功し、2019年現時点で7人しかなし得ていない5階級制覇を達成した。しかし5回開始数秒で試合が止められ負傷判定となったが、通常であれば4回終了時に試合が止められテクニカルドローとなるケースであった為(偶然の負傷による4ラウンド以内の試合終了はテクニカルドローとなる)、ドネアを勝たせるために試合終了を5回開始時まで引き伸ばしたと疑惑の声があがるなど消化不良な形での試合終了となったことで、ドネアはベトイェカに再戦のチャンスを与えたいと述べた。
2014年10月18日、カリフォルニア州カーソンのホーム・デポ・センター・テニスコートにてゲンナジー・ゴロフキン対マルコ・アントニオ・ルビオの前座でWBA世界フェザー級正規王者ニコラス・ウォータース（ジャマイカ）と王座統一戦を行い、3回と6回にダウンを奪われ6回2分59秒KO負けを喫し王座統一及び初防衛に失敗、王座から陥落した。試合後に、ドネアはスーパーバンタム級に戻ることを示唆した。

#### スーパーバンタム級復帰
2015年3月28日、パサイのSMモール・オブ・アジア内にあるモール・オフ・アジア・アリーナでウィリアム・プラド（ブラジル）とNABF北米スーパーバンタム級王座決定戦で対戦。2回TKO勝利で復帰戦を飾り、王座獲得に成功した。6年ぶりのフィリピンでの試合となった。
2015年5月にWBCはノニト・ドネアとウーゴ・ルイスに対し、WBC世界スーパーバンタム級挑戦者決定戦を行うよう通知を出したが、ドネアを擁するトップランク社は入札に参加せず、挑戦者決定戦に出場しなかった。
2015年7月18日、マカオのザ・ベネチアン・マカオ内にあるコタイ・アリーナでアンソニー・セトゥルとスーパーバンタム級契約10回戦のノンタイトル10回戦を行い、2回タオル投入によるTKO勝ちを収めた。
2015年12月11日、プエルトリコのサンファンのコリセオ・ルーベン・ロドリゲスでフェリックス・ベルデホ対ホセニルソン・ドス・サントスの前座で、ギレルモ・リゴンドウの王座剥奪に伴い空位となったWBO世界スーパーバンタム級王座決定戦でWBO世界スーパーバンタム級1位のセサール・ファレスと対戦し、4回に2度ダウンを奪い、12回3-0（2者が116-110、117-109）の判定勝ちを収め王座返り咲きに成功した。
2016年4月23日、ケソンのアラネタ・コロシアムでWBO世界スーパーバンタム級4位でWBOヨーロピアンスーパーバンタム級王者のゾルト・ベダクと対戦し3回2分44秒TKO勝ちを収め初防衛に成功した。5月10日、WBOはドネアを2016年5月度の月間MVPに選出した。
2016年11月5日、トーマス&マック・センターでジェシー・バルガスVSマニー・パッキャオの前座でWBO世界スーパーバンタム級1位でNABF北米スーパーバンタム級ジュニア王者のヘスス・マグダレノと対戦し、12回0-3（112-116×2、110-118）の判定負けを喫し2度目の防衛に失敗、王座から陥落した。この試合でドネアは40万ドル（約4500万円）、マグダレノは9万ドル（約1000万円）のファイトマネーを稼いだ。
2017年3月、ドネアが自ら契約解除を申し出て、双方合意のもとトップランク社から離脱した。
2017年7月26日、元ゴールデンボーイ・プロモーションズの最高経営責任者(CEO)だったリチャード・シェイファー率いるリングスター・スポーツ社と契約したことを明らかにした。

#### フェザー級復帰
2017年9月23日、テキサス州サンアントニオのアラモドームでユニエル・ドルティコスVSディミトリー・クドリャショフの前座で、ルーベン・ガルシア・エルナンデスとWBC世界フェザー級シルバー王座決定戦を行い、10回3-0（100-90、97-93、99-91）の判定勝ちを収め王座を獲得した。
2018年4月21日、ベルファストのSSEアリーナで元2階級制覇王者でWBO世界フェザー級4位のカール・フランプトンとWBO世界フェザー級暫定王座決定戦を行うが、12回0-3（111-117×3）の判定負けを喫し王座返り咲きとはならなかった。

#### バンタム級復帰

##### World Boxing Super Series参戦
2018年7月5日、World Boxing Super Seriesに出場することが発表され、7年振りにバンタム級に復帰することとなった。
2018年11月3日、グラスゴーのSSEハイドロでWBA世界バンタム級スーパー王者ライアン・バーネットとWBSS一回戦を行い、バーネットが試合中に右側の腹斜筋を痛め棄権を申し出た為、4回終了TKO勝ちを収め、WBAスーパー王座とWBCダイヤモンド王座の獲得に成功するとともに、WBSSの準決勝に進出した。
2019年4月27日、ルイジアナ州ラファイエットのケイジャン・ドームでWBO世界バンタム級王者ゾラニ・テテとWBSS準決勝を行う予定であったが、テテが肩を故障して欠場した為、代役としてWBA世界バンタム級5位のステフォン・ヤングと対戦することとなった。試合はドネアが6回2分37秒KO勝ちを収め初防衛に成功し、WBSSの決勝に進出した。
2019年11月7日、埼玉県さいたま市中央区のさいたまスーパーアリーナでWBA・IBF世界バンタム級統一王者井上尚弥とWBSS決勝戦を行い、11回に井上の左ボディでダウンを奪われ、0-3の判定で敗北した。
なお後述する再戦での試合前のグローブチェック時に、井上尚弥陣営の違反行為や嫌がらせは今回だけではく、このWBSS決勝でもあったとドネアとドネア夫人のレイチェルが自身の動画で語っている。
2020年5月16日、予定されていたノルディーヌ・ウバーリとの対戦が新型コロナウイルスの影響で試合延期になった。
2020年11月12日、1カ月後の12月12日にWBC世界バンタム級王者ノルディーヌ・ウバーリに挑戦することになっていたが、ウバーリが新型コロナウイルスに感染してアメリカの入国ビザを取得できなくなった為、対戦相手がエマヌエル・ロドリゲスに変更され、試合日程も1週間延期されることが発表された。
2020年11月25日、WBCが、ウバーリを休養王者に認定したこと及び、ウバーリがコロナ回復後に休養王者として相手を自由に選べる防衛戦を行える許可を出したことを発表した。これによりウバーリが保持していたWBC世界バンタム級王座が空位となった為、12月19日に行われるノニト・ドネア対エマヌエル・ロドリゲスの対戦がWBC世界バンタム級王座決定戦として行われることになった。
2020年12月10日、エマヌエル・ロドリゲスとの試合を12月19日に控えていたドネアが、新型コロナウイルスの検査にて陽性が確認されたため、試合から撤退したと発表した。
2021年5月29日、 ディグニティ・ヘルス・スポーツ・パーク・テニスコートでWBC世界バンタム級王者ノルディーヌ・ウバーリと対戦し、4回1分52秒KO勝ちを収め1年8ヶ月振りとなる王座返り咲きに成功した。この試合でドネアは144,360ドル（約1570万円）、ウバーリは216,540ドル（約2360万円）のファイトマネーを稼いだ。
2021年6月19日、ラスベガスで行われたWBAスーパー・IBF世界バンタム級王者の井上尚弥とIBF指名挑戦者のマイケル・ダスマリナスの試合後に、ドネアとWBO王者ジョンリル・カシメロがWOWOWのテレビ中継にゲスト出演し、8月14日に両選手がWBCとWBO王座をかけて統一戦を行うことを明らかにした。しかし、後にドネア陣営が、カシメロ陣営がVADAへの書類提出が5日間遅れた事や、レイチェル夫人への無礼な態度を問題視し、統一戦をキャンセルすると発表した。
2021年10月11日、リチャード・シェイファーが新たにが設立したプロモート会社プロベラムと契約を交わしたことを明らかにした。
2021年12月11日、カリフォルニア州カーソンのディグニティ・ヘルス・スポーツ・パーク・テニスコートでWBC世界バンタム級暫定王者レイマート・ガバリョと対戦し、4回2分59秒KO勝ちを収め団体内王座統一及び初防衛に成功した。この試合でドネアは30万ドル（約3430万円）、ガバリョは15万ドル（約1710万円）のファイトマネーを稼いだ。
2022年6月7日、さいたまスーパーアリーナでWBAスーパー・IBF世界バンタム級王者の井上尚弥と2年7ヶ月ぶりの再戦および3団体王座統一戦を行い、1回終了間際に右ストレートでダウンを奪われると、2回序盤からは劣勢となり左フックで2度目のダウンを奪われてレフェリーが試合を止め、2回1分24秒TKO負けを喫し、WBC王座から陥落した。
2023年7月15日、ラスベガスのザ・コスモポリタン内チェルシー・ボール・ルームにてフランク・マーティン対アルテム・ハルチュニャンの前座でWBCバンタム級4位のアレハンドロ・サンティアゴとWBC世界バンタム級王座決定戦を行う予定だったが、テレンス・クロフォード対エロール・スペンス・ジュニアの前座の試合が怪我により中止になったため、その穴埋めのために試合2日前に急遽延期されることになった。
2023年7月29日、ラスベガスのT-モバイル・アリーナでメインとして行われたエロール・スペンス・ジュニア 対 テレンス・クロフォード戦のウェルター級4団体統一戦の前座でサンティアゴとWBC世界バンタム級王座決定戦を行い、サンティアゴのスピードのある連打に対して試合序盤から後手に回り、12回0-3（112-116×2、113-115）で判定負けを喫し、王座返り咲きに失敗した。
2025年6月14日、WBA主催の禁止薬物撲滅キャンペーンの一環として行われた興行「KOドラッグ」のメインイベントでWBA世界バンタム級8位のアンドレス・カンポスとWBA世界同級暫定王座決定戦を行い、9回に偶然のバッティングでドネアが右目上をカットし、ドクターチェックが行われた後に試合続行不可となり、9回3-0（88-83、87-84×2）の負傷判定勝ちを収め暫定ながら王座返り咲きを果たし、同年7月30日に横浜BUNTAIでWBA世界同級王者アントニオ・バルガスと比嘉大吾との間で行われるWBA世界同級タイトルマッチの勝者と団体内王座統一戦で対戦することとなる。

## 戦績
- アマチュアボクシング：76戦 68勝 (5KO・RSC) 8敗
- プロボクシング：51戦 43勝 (28KO) 8敗

| 戦           | 日付           | 勝敗 | 時間    | 内容         | 対戦相手                         | 国籍             | 備考                                                                               |
| ------------ | -------------- | ---- | ------- | ------------ | -------------------------------- | ---------------- | ---------------------------------------------------------------------------------- |
| 1            | 2001年2月22日  | ☆    | 1R 1:46 | KO           | ホセ・ラサロ                     | アメリカ合衆国   | プロデビュー戦                                                                     |
| 2            | 2001年3月10日  | ★    | 5R      | 判定 0-3     | ロセンド・サンチェス             | アメリカ合衆国   |                                                                                    |
| 3            | 2001年6月8日   | ☆    | 4R      | 判定 3-0     | サウル・サントーヤ               | アメリカ合衆国   |                                                                                    |
| 4            | 2001年7月3日   | ☆    | 1R 0:30 | TKO          | ホセ・ルイス・トーレス           | メキシコ         |                                                                                    |
| 5            | 2002年5月31日  | ☆    | 2R 終了 | TKO          | ノエ・アルマ                     | フィリピン       |                                                                                    |
| 6            | 2002年9月1日   | ☆    | 2R      | KO           | カイチョン・ソー・ウォラピン     | タイ             | WBOアジアパシフィックフライ級王座決定戦                                            |
| 7            | 2002年11月2日  | ☆    | 8R      | 判定 3-0     | マーク・サレス                   | フィリピン       |                                                                                    |
| 8            | 2003年6月27日  | ☆    | 1R 1:43 | TKO          | ホルヘ・ロペス                   | メキシコ         |                                                                                    |
| 9            | 2004年6月18日  | ☆    | 4R 3:00 | TKO          | リカルド・バレラ                 | メキシコ         |                                                                                    |
| 10           | 2004年11月12日 | ☆    | 8R      | 判定 3-0     | ヒルベルト・ムニョス             | メキシコ         |                                                                                    |
| 11           | 2005年5月13日  | ☆    | 6R 3:00 | TKO          | パウリノ・ビジャロボス           | メキシコ         |                                                                                    |
| 12           | 2005年7月2日   | ☆    | 6R      | 判定 3-0     | ラリー・オルベラ                 | アメリカ合衆国   |                                                                                    |
| 13           | 2005年10月1日  | ☆    | 1R 2:19 | KO           | ダニエル・ゴンサレス             | メキシコ         |                                                                                    |
| 14           | 2005年11月5日  | ☆    | 8R      | 判定 3-0     | イルド・フリオ                   | コロンビア       |                                                                                    |
| 15           | 2006年1月20日  | ☆    | 10R     | 判定 2-1     | カレン・ハルツニャン             | アルメニア       | NABF北米スーパーフライ級王座決定戦                                                 |
| 16           | 2006年7月29日  | ☆    | 2R 1:48 | TKO          | ホセ・ルイス・カルデナス         | メキシコ         |                                                                                    |
| 17           | 2006年10月7日  | ☆    | 12R     | 判定 3-0     | オスカル・アンドラーデ           | メキシコ         |                                                                                    |
| 18           | 2007年5月12日  | ☆    | 1R 2:29 | TKO          | ケビン・ハギンズ                 | アメリカ合衆国   |                                                                                    |
| 19           | 2007年7月7日   | ☆    | 5R 1:38 | TKO          | ビック・ダルチニアン             | オーストラリア   | IBF世界フライ級タイトルマッチ IBF・IBO獲得                                         |
| 20           | 2007年12月1日  | ☆    | 8R 1:16 | TKO          | ルイス・マルドナド               | メキシコ         | IBF防衛1                                                                           |
| 21           | 2008年11月1日  | ☆    | 6R 1:31 | TKO          | モルティ・ムザラネ               | 南アフリカ共和国 | IBF防衛2                                                                           |
| 22           | 2009年4月19日  | ☆    | 4R 2:42 | TKO          | ラウル・マルチネス               | アメリカ合衆国   | IBF防衛3                                                                           |
| 23           | 2009年8月15日  | ☆    | 12R     | 判定 3-0     | ラファエル・コンセプシオン       | パナマ           | WBA世界スーパーフライ級暫定王座決定戦 WBA暫定獲得                                  |
| 24           | 2010年2月13日  | ☆    | 3R 1:33 | KO           | マヌエル・バルガス               | メキシコ         |                                                                                    |
| 25           | 2010年7月10日  | ☆    | 8R 2:59 | TKO          | エルナン・マルケス               | メキシコ         | WBA防衛1                                                                           |
| 26           | 2010年12月4日  | ☆    | 4R 1:48 | KO           | ウラジミール・シドレンコ         | ウクライナ       | WBC米大陸バンタム級王座決定戦                                                      |
| 27           | 2011年2月19日  | ☆    | 2R 2:25 | TKO          | フェルナンド・モンティエル       | メキシコ         | WBC・WBO世界バンタム級タイトルマッチ                                               |
| 28           | 2011年10月22日 | ☆    | 12R     | 判定 3-0     | オマール・ナルバエス             | アルゼンチン     | WBC防衛1・WBO防衛1                                                                 |
| 29           | 2012年2月4日   | ☆    | 12R     | 判定 2-1     | ウィルフレド・バスケス・ジュニア | プエルトリコ     | WBO世界スーパーバンタム級王座決定戦                                                |
| 30           | 2012年7月7日   | ☆    | 12R     | 判定 3-0     | ジェフリー・マゼブラ             | 南アフリカ共和国 | IBF・WBO世界スーパーバンタム級王座統一戦 IBF獲得・WBO防衛1                         |
| 31           | 2012年10月13日 | ☆    | 9R 1:54 | TKO          | 西岡利晃（帝拳）                 | 日本             | WBO防衛2 リングマガジン・WBCダイヤモンド王座獲得                                   |
| 32           | 2012年12月15日 | ☆    | 3R 2:59 | KO           | ホルヘ・アルセ                   | メキシコ         | WBO防衛3                                                                           |
| 33           | 2013年4月13日  | ★    | 12R     | 判定 0-3     | ギレルモ・リゴンドウ             | キューバ         | WBA・WBO世界スーパーバンタム級王座統一戦 WBO陥落                                   |
| 34           | 2013年11月9日  | ☆    | 9R 2:06 | TKO          | ビック・ダルチニアン             | オーストラリア   |                                                                                    |
| 35           | 2014年5月31日  | ☆    | 5R 0:01 | 負傷判定 3-0 | シンピウィ・ベトイェカ           | 南アフリカ共和国 | WBAスーパー・世界フェザー級タイトルマッチ                                          |
| 36           | 2014年10月18日 | ★    | 6R 2:59 | KO           | ニコラス・ウォータース           | ジャマイカ       | WBA世界フェザー級王座統一戦 WBA陥落                                                |
| 37           | 2015年3月28日  | ☆    | 2R 2:16 | TKO          | ウィリアム・プラド               | ブラジル         | NABF北米スーパーバンタム級王座決定戦                                               |
| 38           | 2015年7月18日  | ☆    | 2R 1:41 | TKO          | アンソニー・セトゥル             | フランス         |                                                                                    |
| 39           | 2015年12月11日 | ☆    | 12R     | 判定 3-0     | セサール・ファレス               | メキシコ         | WBO世界スーパーバンタム級王座決定戦                                                |
| 40           | 2016年4月23日  | ☆    | 3R 2:44 | TKO          | ゾルト・ベダク                   | ハンガリー       | WBO防衛1                                                                           |
| 41           | 2016年11月5日  | ★    | 12R     | 判定 0-3     | ヘスス・マグダレノ               | アメリカ合衆国   | WBO陥落                                                                            |
| 42           | 2017年9月23日  | ☆    | 10R     | 判定 3-0     | ルーベン・ガルシア・エルナンデス | メキシコ         | WBC世界フェザー級シルバー王座決定戦                                                |
| 43           | 2018年4月21日  | ★    | 12R     | 判定 0-3     | カール・フランプトン             | イギリス         | WBO世界フェザー級暫定王座決定戦                                                    |
| 44           | 2018年11月3日  | ☆    | 4R 終了 | TKO          | ライアン・バーネット             | イギリス         | WBAスーパー・世界バンタム級タイトルマッチ WBA・WBCダイヤモンド王座獲得 / WBSS1回戦 |
| 45           | 2019年4月27日  | ☆    | 6R 2:37 | KO           | ステフォン・ヤング               | アメリカ合衆国   | WBA防衛1 / WBSS準決勝                                                              |
| 46           | 2019年11月7日  | ★    | 12R     | 判定 0-3     | 井上尚弥（大橋）                 | 日本             | WBA・IBF世界バンタム級王座統一戦 WBA陥落 / WBSS決勝                                |
| 47           | 2021年5月29日  | ☆    | 4R 1:52 | KO           | ノルディーヌ・ウバーリ           | フランス         | WBC世界バンタム級タイトルマッチ                                                    |
| 48           | 2021年12月11日 | ☆    | 4R 2:59 | KO           | レイマート・ガバリョ             | フィリピン       | WBC世界バンタム級王座統一戦 WBC防衛1                                               |
| 49           | 2022年6月7日   | ★    | 2R 1:24 | TKO          | 井上尚弥（大橋）                 | 日本             | WBA・WBC・IBF世界バンタム級王座統一戦 WBC陥落                                      |
| 50           | 2023年7月29日  | ★    | 12R     | 判定 0-3     | アレハンドロ・サンティアゴ       | メキシコ         | WBC世界バンタム級王座決定戦                                                        |
| 51           | 2025年6月14日  | ☆    | 9R      | 負傷判定 3-0 | アンドレス・カンポス             | チリ             | WBA世界バンタム級暫定王座決定戦                                                    |
| テンプレート |                |      |         |              |                                  |                  |                                                                                    |

## エピソード
- 趣味でカメラマンとしても活動しており、他の選手の試合の際にリングサイドで撮影したものをマスコミに送って雑誌に掲載されたこともたびたびある。

### 親日家
子供の頃から日本の文化や歴史、礼儀などに興味があったと語っており、プライベートでもたびたび来日するなど親日家として知られている。侍に対する敬意は深く、子供の頃にアニメ映画の獣兵衛忍風帖を見たのをはじめとして、七人の侍や宮本武蔵関連の映画を多く見ている。また、一番好きな俳優として三船敏郎を挙げている。
大の漫画・アニメ好きでもあり、自身の愛称「フィリピーノ・フラッシュ」も漫画のキャラクターに由来している。最初に読んだ日本の漫画は「SLAM DUNK」。その後、ボクシング漫画はないか探したところ、「はじめの一歩」を読むようになり、現在ではアメリカやフィリピンの漫画雑誌には掲載されていない、週刊少年マガジンの最新号に掲載されたばかりの最新話を日本に住む友人に英訳してメールで送ってもらって読んでいるほか、マヌエル・バルガス戦では主人公の幕之内一歩の得意技でもあるデンプシー・ロールを独自に改良して「フラッシュ・ステップ」と名付けた動きを使ったほどの熱狂的なファンである。作者の森川ジョージと対談した際には終始にこやかで、記念写真をTwitterとFacebookに掲載していた。

### 交友
2012年に対戦した西岡利晃とはそれ以降親交があり、西岡が設立したジムには花束を贈るなど、『アナザースカイ』で西岡が取り上げられた際サプライズゲストとして登場したり、WOWOWエキサイトマッチのイベントにて「3年前に初めて出会ったときのニシオカはピリピリして怖かったけど今はすっかり友達」とコメントしている。また、ヒップホップグループのブラック・アイド・ピーズのメンバーのアップル・デ・アップとは同じフィリピン系であることから親交があり、ドネアの試合を観戦することがある。

## 獲得タイトル
- メジャー世界タイトル
  - IBF世界フライ級王座（防衛3=返上）
  - WBA世界スーパーフライ級暫定王座（防衛1=返上）
  - WBC世界バンタム級王座（1期目：防衛1=返上、2期目：防衛1）
  - WBO世界バンタム級王座（防衛1=返上）
  - WBO世界スーパーバンタム級王座（1期目：防衛3、2期目：防衛1）
  - IBF世界スーパーバンタム級王座（防衛0=返上）
  - WBA世界フェザー級スーパー王座（防衛0）
  - WBA世界バンタム級スーパー王座（防衛1）
  - WBA世界バンタム級暫定王座（防衛0）
- マイナー世界タイトル
  - IBO世界フライ級王座（防衛3=返上）
  - リングマガジン世界スーパーバンタム級王座（防衛1）
- 地域タイトル
  - WBOアジア太平洋フライ級王座
  - NABF北米スーパーフライ級王座
  - WBCアメリカ大陸バンタム級王座
  - NABF北米スーパーバンタム級王座
  - WBC世界スーパーバンタム級ダイヤモンド王座
  - WBC世界フェザー級シルバー王座
  - WBC世界バンタム級ダイヤモンド王座

## 表彰
- 2007年度リングマガジン ノックアウト・オブ・ザ・イヤー（ビック・ダルチニアン戦）
- WBC 2011年度年間最高KO賞（フェルナンド・モンティエル戦）
- 2011年度リングマガジン ノックアウト・オブ・ザ・イヤー（フェルナンド・モンティエル戦）
- WBO 2012年度年間最優秀選手賞
- 2012年度ESPN（アメリカ・スポーツ専門ケーブルテレビ局）最優秀選手賞
- 2012年度BWAA（アメリカ・ボクシング記者協会）最優秀ボクサー
- WBO 2016年5月度月間最優秀選手賞

### 映像資料
1. ↑  Nonito Donaire WBC Diamond Belt. World Boxing Council. 30 November 2018.